# Peugeot 205
Peugeot 205 je automobil francuskog proizvođača automobila Peugeot.
Model se je proizvodio od 1983. do 1999. i ukupno je proizvedeno 5,3 milijuna automobila.
Automobil je predstavljen 24. veljače 1983., te se smatra automobilom koji je pretvorio tvrtku Peugeot u uspješnu. Peugeot je do tada bio na glasu kao proizvođač velikih limuzina. Korijeni 205-ice leže u Peugeotovom preuzimanju tvrtke Simca 1978. koja je imala potrebna znanja za proizvodnju malih automobila. Ubrzo nakon početka prodaje za malo je izgubio naslov "Europskog automobila godine" od modela Fiat Uno. Postojao je i model GTI koji je imao 90 KS i model GT od 80-ak KS.

## Motosport
U svrhu utrkivanja tvrtka je proizvela model Peugeot 205 T16. Za homologaciju modela Peugeot 205 T16 za Grupu B, proizvođač je morao proizvesti 200 cestovnih modela. Osim izgleda cestovna varijant 205 T16 nije imala nikakvih zajednički značajki s osnovnim modelom 205. Cestovna varijanta imala je pogon na četiri kotača, isto podvozje kao reli-verzije, te motor s polovicom snage  (147 kW; 197 KS). Oznaka T značila je Turbo, dok je 16 označavala 16 ventila. Cestovne 205 T16 izradila je tvrtka Heuliez. 
Tvornički automobili momčadi "Peugeot Talbot Sport" bili su najuspješniji automobili zadnje dvije sezone svjetskog prvenstva u reliju u eri automobila Grupe B.
Sezone 1985. i 1986. osvojili su titlu momčadskog prvaka svijeta kao i vozačke naslove s vozačima Timom Salonenom i Juhom Kankkunenom. 